# The Lumineers
The Lumineers é uma banda de Folk Rock norte-americana originária de Ramsey, Nova Jérsei, mas atualmente baseia-se em Denver, Colorado. No ano de 2012, o grupo assinou um contrato com a Dualtone Records, que distribuiu seu álbum de estreia autointitulado em 3 de abril do mesmo ano. O disco listou-se entre os dez mais vendidos nos Estados Unidos, no Canadá e no Reino Unido. Além de ser certificado como disco de ouro pela Music Canada e pela Recording Industry Association of America (RIAA).

## Discografia
Álbuns
- (2022): Brightside
- (2019) III
- (2012): The Lumineers
- (2016): Cleopatra

Singles
- (2012): "Ho Hey"
- (2012): "Stubborn Love"
- (2013): "Submarines"
- (2016): "Ophelia"
- (2016): ''Sleep On The Floor''

## Shows
Desde o início da banda em 2005, fizeram 410 shows, sendo alguns pockets e alguns em rádios. A banda também já participou de vários festivais. Em 2012 e 2013 fizeram shows por todos os Estados Unidos e Canadá. No final de 2013 a banda saiu em sua primeira turnê mundial nomeada "The Lumineers - World Tour" apresentado várias músicas de seu primeiro álbum, alguns covers e a música "Gale Song" da saga de filmes Jogos Vorazes: Em Chamas. No dia 13 de Janeiro de 2015 a banda encerrou sua turnê mundial com um show em Colorado, Denver, cidade onde a banda nasceu.
Turnês
- (2012/2013): The Lumineers
- (2013/2015): The Lumineers - World Tour.

## Músicas na TV
O canal de tv norte-americano The CW comprou o direito autoral de algumas músicas para suas séries Diários de um Vampiro, Hart of Dixie e Reign. A banda também escreveu músicas exclusivas para a saga Jogos Vorazes (filme).
Musicas compradas pela The CW
- Ho Hey - Para as séries de tv Diários de um Vampiro e Hart of Dixie
- Scotland,Flowers in Your Hair,Charlie Boy,Slow it Down e Stubborn Love -  Para a série de tv Reign

Musicas para Jogos Vorazes
- Gale Song - Catching Fire
- The Hanging Tree - Mockingjay